# Mikhail Mamistov
Mikhaïl Vladimirovitch Mamistov (en russe : Михаил Владимирович Мамистов), né à Leningrad le 26 avril 1961, est un pilote russe de voltige aérienne. C'est l'un des pilotes les plus titrés de cette discipline.

## Compétition de voltige Élite
Mikhail Mamistov a remporté 3 titres de champion du monde individuel au FAI World Aerobatic Championships, en 2001, 2011 et 2017, ainsi que 2 titres par équipe en 2001 et 2011 .
Il a également remporté 5 titres de champion d’Europe individuel au FAI European Aerobatic Championships (2004, 2006, 2008, 2012 et 2016), ainsi que 5 titres par équipe (1999, 2004, 2006, 2008, 2010) .
Il a piloté lors de ces compétitions sur Soukhoï Su-31 puis Soukhoï Su-26 et, désormais, sur Extra 330SC.

## Compétition de voltige planeur
En 1996, Mikhail Mamistov fut champion d'Europe de voltige en planeur.